# Gustaf Thure Bielke
Gustaf Thure Bielke af Åkerö, född 6 april 1762 i Klara församling, Stockholm, död 18 juni 1833 i Klara församling, Stockholm, var en svensk greve och kornett.
Bielke ärvde Sturefors slott från sin far Nils Adam Bielke af Åkerö.

## Biografi
Gustaf Thure Bielke föddes 1762. Han var son till riksrådet Nils Adam Bielke och Fredrika Eleonora von Düben. Bilke blev 4 februari 1778 kornett vid lätta livdragonerna där han senare tog avsked. Han avled 1833 i Stockholm.
Bielke ägde Sturefors slott och Viggebyholm i Grebo socken.

### Familj
Bielke gifte sig 6 november 1791 med Charlotta Catharina Hård af Segerstad (1760–1836). Hon var dotter till fänriken Per Hård af Segerstad och Helena Björkzell. De fick tillsammans barnen kammarherren Nils Bielke (1792–1845), Ture Nils Bielke (1793–1794), Eva Fredrika Bielke som var gift med kabinettskammarherren Erik Johan Gabriel Oxenstierna af Korsholm och Wasa och konstkännaren Axel Gabriel Bielke (1800–1877).